# 长兴站 (浙江省)
长兴站是位于中国浙江省湖州市长兴县的一个高速铁路车站，位于宁杭客运专线上。车站建于2012年，2013年7月1日正式投入运营。站房建筑面积8991平方米，为2台4线车站，雨棚柱造型为银杏造型。

## 车站结构

### 站房
- 雨棚柱仰视
- 遮阳板仰视
- 站房与铁轨间的过道

### 站场
| 站台 | 侧式站台 | 侧式站台                         |
| 站台 | 2站台    | 宁杭客运专线往杭州东方向（湖州） |
| 站台 | 正线     | 宁杭客运专线下行列车通过线       |
| 站台 | 正线     | 宁杭客运专线上行列车通过线       |
| 站台 | 1站台    | 宁杭客运专线往南京南方向（宜兴） |
| 站台 | 侧式站台 |                                  |
| 站房 | 售票区   | 售票处                           |
| 站房 | 候车室   | 进站口、安检、便利店、餐厅       |
| 站房 | 候车室   | 候车区、检票口、进站通道         |
| 站房 | 出站口   | 出站闸机                         |